# Menorquín

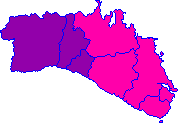
Menorquín occidental
Menorquín oriental

El menorquín (en catalán: menorquí) es un subdialecto del catalán hablado en la isla española de Menorca, que forma parte del catalán balear y del bloque oriental de la lengua catalana-valenciana-balear. El menorquín presenta en términos generales muchos rasgos propios del catalán balear, con algunos rasgos compartidos con el mallorquín y el ibicenco, además de poseer también ciertas características presentes en el catalán central. 
Hasta el siglo XVIII esta variedad lingüística había sido un hablar muy uniforme, con pocos rasgos que lo diferenciaran del resto del balear. Sin embargo, a raíz de las diversas ocupaciones habidas en la isla de Menorca desde finales del siglo XIX, la homogeneidad del menorquín se rompió y fue, además, diferenciándose más del catalán continental y del resto de hablas baleares. El dialecto insular que más se le parece es el mallorquín, especialmente el hablado en Sóller.

## Vocalismo

### Vocalismo tónico
El vocalismo tónico del menorquín es el sistema originario del bloque oriental, que ha permanecido prácticamente inalterado. Así pues, Ē y Ĭ del latín (la e cerrada /e/ del protorromance) son /ə/ en menorquín occidental (PLĒNUM > pl[ə], PĬRA > p[ə]ra), hablado en los municipios de Ciudadela y Ferrerías. En estos municipios, las vocales tónicas, es decir, las que se presentan en sílabas con acento, son ocho: /a/ /ə/ /e/ /ɛ/ /i/ /o/ /ɔ/ /u/.
En el menorquín oriental, hablado en las poblaciones de Mahón, Villacarlos, San Luis, San Clemente, Alayor, Mercadal y Fornells, este sistema vocálico ha ido evolucionando hacia un sistema de solamente siete vocales tónicas (/a/ /e/ /ɛ/ /i/ /o/ /ɔ/ /u/), más catalanizado, de manera que la vocal neutra tónica se ha convertido en /ɛ/, como se puede observar también en el ibicenco occidental, en el central y en algunas poblaciones de Mallorca. 
Parece ser que este fenómeno apareció hacia principios del siglo XIX en Mahón y, desde ahí, se ha ido extendiendo a lo largo del siglo XX: primero fue en Alayor, luego en Fornells, Mercadal y San Luis y, finalmente, Villacarlos y San Clemente. La propagación de este curioso fenómeno se ha paralizado a mitad de la isla motivado por razones sociolingüísticas y, especialmente, psicológicas. Según afirma Francesc de Borja Moll, esto se debería por la reacción de los ciudadelenses contra los mahoneses, consecuencia de antipatías seculares. De hecho, en la actualidad mahoneses y ciudadelanos siguen burlándose los unos de los otros imitando su forma de hablar de forma caricaturesca.
Y estas diferencias entre el habla ciudadelana y mahonesa, o menorquina occidental y menorquina oriental si se prefiere, no se limitan a la pronunciación, sino también a la entonación. Como el propio Borja Moll explica en su libro El parlar de Mallorca, resulta difícil expresar sobre el papel cómo de diferente es la entonación mahonesa con respecto a la ciudadelana, aunque el rasgo más notorio de la primera es que es más exclamativa mientras que la segunda se podría definir con una prosodia más dulce.

### Vocalismo átono
Como con el resto del catalán o valenciano oriental, exceptuando del mallorquín, el menorquín ha neutralizado las /ɔ/, /o/ y /u/ átonas en [u], para igualar la serie posterior a la anterior.
El menorquín comparte muchos elementos propios del vocalismo balear, entre los cuales destacamos:
- El grupo /wə/ se convierte en /o/, después neutralizado en [u], y así palabras como aigua (agua), Pasqua (Pascua) y llengua (lengua) se pronuncian aigu, Pascu y llengu.

- La vocal neutra /ə/ se va convirtiendo en /o/ y, después se neutraliza en [u], cuando aparece /o/ en una sílaba adyacente: home (hombre) y genoll (rodilla) se convierten en homu y junoll.

- En algunos lugares como es el caso de Ferrerías, la neutra átona en posición final se puede convertir en [ɛ], de forma similar a cómo ocurre en buena parte del catalán noroccidental. Cabe decir que el cambio se hace sobre la vocal neutra, de manera que la gente allí pronuncia casa, dia y llibre (libro) como cas[ɛ], di[ɛ] y llibr[ɛ], respectivamente.

### Consonantismo
El menorquín comparte con el resto del balear muchas particularidades a lo que se refiere al consonantismo, entre las cuales encontramos:
- Mantenimiento de la /v/ como fonema diferenciado de /b/.

- Se trata de un hablar yodizante. Además, la i resultante se pierde entre vocales, aunque cabe decir que en el pretérito imperfecto todavía hay gente que la pronuncia, diciendo deia, veia... Así pues, en Menorca agulla se pronuncia [gúə] (aguja), vella [véə] (vieja) , fulla [fúə] (hoja), palla [páə] (paja). Este mismo fenómeno también se produce en algunas localidades de Mallorca, como Sóller, La Puebla y Santa Margarita. Además, en Mahón el yeísmo está bastante generalizado, algunos considerando que se debe a que es el municipio de Menorca más castellanizado aunque existe cierto debate al respecto.

- Mantenimiento sin palatalizar del grupo antiguo tl: En menorquín, palabras como batlle (alcalde) y ametlla (almendra) se pronuncian batle y ametla, respectivamente, es decir, sin hacer la /ʎ/ y convirtiéndola en /ɫ/.

- Al igual que sucede en mallorquín se dan muchos casos de asimilación consonántica. Por ejemplo, la expresión cap moix (que bien puede significar ningún gato o cabeza-gato) se pronuncia como cammoix.

- A diferencia del resto de hablares baleáricos, y de forma similar a como sucede en catalán central, las r implosivas se articulan como vibrantes múltiples /r/, y no vibrantes simples /ɾ/ o aproximantes /ɹ/ como ocurre en mallorquín e ibicenco.

## Morfología y sintaxis

### Artículo salado
Probablemente, el rasgo más representativo del hablar balear es el uso de su propio artículo: el salado. Realmente, este artículo no es exclusivo de las Islas Baleares ni tampoco es el único usado allí en el habla oral. De hecho, a lo largo de todo el dominio lingüístico de la lengua catalano-valenciano-balear encontramos lugares en los que todavía quedan pequeños reductos del artículo salado en forma de nombres propios de municipios y lugares distintivos. Algunos ejemplos los encontramos en Cataluña: Sant Joan Despí, Sant Climent Sescebes, Sant Llorenç Savall, Collserola, Sant Just Desvern, Sant Esteve Sesrovires, Solivella, sa Tuna, sa Riera y s'Eixugador, entre otras muchas más. 
En Menorca, todos los municipios tienen las mismas formas para el artículo salado, derivado del artículo latino IPSU(M):
- Masculino singular: es, s’
- Femenino singular: sa, s’
- Masculino plural: es, ets
- Femenino plural: ses

Las formas del masculino y femenino singular siguen la misma lógica que con el artículo lalado o literario, apostrofándose cuando acompañan un sustantivo empezado en vocal o h con vocal: s’illa, s’esperança, s’homu.
La forma masculina plural ets se usa cuando el sustantivo comienza en vocal o h con vocal: ets alocs, ets homes.

### Artículo lalado o literario
En menorquín, al igual que sucede con la mayoría de hablas baleares, sí presenta artículo lalado o literario en su forma oral, derivado del artículo latino ILLU(M). Este artículo es el normativo en el catalán estándar escrito, y está bien presente en el habla oral menorquina y balear por extensión. En concreto, los artículos lalados del menorquín son:
- Masculino singular: el, l’
- Femenino singular: la, l’
- Masculino plural: els
- Femenino plural: les

Añadido a estos artículos, el menorquín usa el artículo neutro lo, no normativo pero presente en prácticamente todo el dominio español del catalán-valenciano. Este artículo es usado de forma idéntica a cómo se usa en castellano, es decir, para sustantivar adjetivos y adverbios. A pesar de no formar parte del estándar del catalán más allá como pronombre, lo cierto es que esta palabra puede servir para diferenciar diferentes conceptos en el habla oral del menorquín, siendo un ejemplo de ello la siguiente situación:
- Es sublim: alguien o algo que es sublime.
- El sublim: (yo) lo sublimo, estoy sublimando algo.
- Lo sublim: lo sublime.

### Usos del artículo lalado en el habla oral menorquina
A diferencia de lo que muchos catalanohablantes no baleares puedan creer, el artículo salado y el artículo lalado no son mutuamente intercambiables en el habla oral balear. La inmensa mayoría de sustantivos van con el artículo salado, pero hay algunos particulares en los que usarlo suena artificial y delatan a un no hablante nativo de menorquín. Esto se debe a que hay un conjunto de palabras y expresiones que van siempre con el artículo lalado en su forma oral. No hay norma genérica que justifique por qué hay palabras que van con el artículo lalado y por qué otras van con el salado, simplemente es algo que un menorquín sabe cuándo debe usar uno u otro, lo tiene interiorizado, lo hace por instinto. Igualmente, sí podemos destacar una serie de grupos de palabras y expresiones en las que se oye el artículo lalado en el menorquín hablado:
- Expresiones temporales: tot l'any, l'any de la picor, l'any passat, l'any que ve, l'any tirurany, la setmana passada, la setmana que ve…

- Decir la hora: són les sis i mitja, les nou manco quart, la una, les cinc, les vuit, les dotze...

- Palabras que designan entidades únicas, sea por volumen, grandeza, respeto o ámbitos concretos: la mar, la mort, el camp, el cor, el cel, la pagesia, l’infern, l’amor, la Terra…

- Divinidades y personas del ámbito religioso: el bon Jesús, l’Esperit Sant, el Senyor, la Puríssima, la Mare de Déu, el Carme, el dimoni, l’àngel de la guarda

- Tratamientos y títulos propios del clero: el beat, el beat Ramon Llull, la Beateta, el bisbe, el bisbe Miralles, el Papa, el papa Francesc, el pare provincial, la mare priora, el pare Genestar…

- Conceptos relacionados al ámbito religioso: el bisbat, l’Església ; la Missió, la Puresa, l’església (edifici); el cor, la sagristia; el calvari, la comunió, l’ofici; el cel, l’infern; el Corpus, el Ram; la glòria, la mort

- Locuciones, frases hechas y otras expresiones del discurso repetido: a les fosques, a l'acte, a l'aire, a l'antiga, a la babalà, a la cara, a les bones, a la deriva, a la guerxa, a la merda, a l'estaqueta, a l'instant, al trot, al galop, a les males, a la mala hora, a la quinta forca, a les totes, a la vegada, al vol, a la francesa, a la punyeta, a la dreta, a l'esquerra, a la torta, a la llarga, anar a la seva, fer l'aleta, fer l'arbre, fer la bona, fer la traveta, fer l'ullet, fer la vessa, ser de la bulla, ser de la casa, ser de la ceba, valer la pena...

- Algunos topónimos de la isla de Menorca: la Vall, la Mola, la Trinitat, la Cova...

- Puntos cardinales: el sud, el nord, l’oest, l’est…

- Modalidad de productos: meló de tot l'any, peres de la nau…

- Nombres de juegos infantiles: la marraquinca, la sabateta, la pedreta, la xarranca, la corda, l'escambril, trencar l'olla, el dòmino, les cartes, les dames…

- Lenguaje marinero: a la fluixa, a l'encesa…
- Usos estilísticos, para enfatizar, dar efecto de ironía o reforzar el discurso hablado. Un ejemplo de ello lo tendríamos en la siguiente frase: «Quan na Maria va veure que ningú li donava sa raó, la dona va canviar d'estratègia».

Lamentablemente, en las últimas décadas se ha ido viendo una tendencia en la juventud menorquina de usar el artículo salado en expresiones y palabras que normalmente irían con el artículo lalado. Es decir, muchos jóvenes menorquines usan el artículo literario y el salado como equivalentes, optando por usar el primero en contextos más formales y en el registro escrito mientras que el segundo lo utilizan en el habla oral coloquial. Esto es un cambio, pues en el habla menorquina y en el resto de las de las Islas Baleares la distinción oral de palabras y expresiones con artículo salado y lalado es un rasgo cultural bien característico, perteneciente a la idiosincrasia balear. Hacer que se use un artículo para absolutamente todo lo formal y el otro para absolutamente lo coloquial hace que se pierda un rasgo del habla propiamente menorquina.
Entre los principales motivos a los que podría deberse esta sustitución del artículo lalado en salado en el habla oral balear encontraríamos, el primero, la creencia de que son equivalentes, y de que el lalado es correcto solo en el ámbito formal y el salado solo en el informal. Añadido a esto, tendríamos como otro responsable la propia enseñanza en catalán en las islas que, a pesar de que ha contribuido en la normalización del idioma en el archipiélago, también ha contribuido a que sus hablantes tomen ciertas actitudes negativas con respecto a rasgos considerados dialectales y folclóricos. Añadido a esto, como se considera que el artículo literario es el adecuado para aparecer en los textos escritos, como libros, medios de comunicación y otros, la población no tiene un modelo de referencia oficial ni formal para saber cuándo es más adecuado usar el artículo salado y cuándo el lalado en el habla oral. Realmente, los únicos referentes aparentemente válidos para enseñar esta distinción literario/salado son las generaciones más mayores, quienes no han recibido educación en catalán estándar.

### Artículo nominal
El artículo nominal es usado para nombres de personas. Estos artículos son:
- Masculino singular: en, n’
- Femenino singular: na, n’

Por ejemplo, mientras que en catalán de Cataluña se diría el Joan, la Maria, el Guillem, en menorquín se opta por decir en Joan, na Maria, en Guillem…

### Otros rasgos morfológicos y sintácticos destacables
El menorquín conserva los plurales sin epéntesis de o en palabras como bosc (bosque) y gust (gusto), que hacen el plural boscs y gusts (pronunciados [bɔts] y [guts]), algo que también ocurre en mallorquín. En otras hablas catalanas estas palabras se dirían boscos y gustos.
En lo que se refiere a la morfología verbal, el menorquín hace lo mismo que en el resto del balear, conservando poco alterada la primera conjugación del catalán antiguo. 
Mantenimiento del morfema cero en la primera persona, como en el resto de conjugaciones: cant, jo perd, jo servesc en vez de jo canto, jo perdo, jo serveixo del catalán principatino.
Mantenimiento del vocalismo a en las personas del plural de presente: cantam, cantau, en vez de cantem, canteu propios del catalán continental.
En cambio, a diferencia del mallorquín e ibicenco, y al igual que sucede con el resto del catalán, muchos menorquines han adoptado el vocalismo e en el imperfecto de subjuntivo: que jo cantés, que tu cantessis, en vez de cantàs, cantassis… También se ha ido perdiendo el modelo clásico del subjuntivo, que todavía se podía escuchar en Mallorca e Ibiza hasta hacía bien poco: que jo cant, que tu cants, que ell cant, y ha generalizado en que jo canti, que tu cantis, que ell canti…
En los grupos clíticos formados por un verbo y uno o más pronombres débiles, el acento recae sobre el pronombre, como sucede en el resto del balear y, también, en el rosellonés: cercar-TÉ, cantar-LÀ (pronunciados con la [ə] tónica), anar-HÍ
Todavía se puede escuchar al verbo ser usado como auxiliar, un rasgo conservado del catalán clásico: som vengut en vez de he vengut.

## Léxico
A raíz de la ocupación británica de la isla, que se mantuvo durante casi cien años (1708-1802), el menorquín se ha nutrido de muchos anglicismos desconocidos en el resto del territorio catalano-valenciano-balear. Debido a que el sistema educativo menorquín se imparte siguiendo el catalán estándar, muchas palabras propias menorquinas se han ido perdiendo al ser consideradas poco adecuadas para el registro escrito y formal, penalizando especialmente aquellas que se consideran barbarismos de origen inglés y castellano. 
No obstante, algunos de estos anglicismos han perdurado hasta el día de hoy. Ejemplos de palabras de origen inglés que todavía se escuchan en la isla son xoc (en catalán guix, tiza, del inglés chalk), boínder (intraducible, es una construcción típica de la isla consistente en un balcón cerrado, del inglés bow window), ull blec (cat. ull de vellut, ojo morado, del inglés black), mèrvels o mèrvols, (cat. bolles, canicas, del inglés marbles), bòtil (de bottle: botella), xumèquer (de shoemaker, zapatero), etc.
Como es natural, el menorquín comparte palabras de las hablas mallorquina e ibicenca, como lo son doblers (dinero), embullar (envolver) empegueir-se (avergonzarse), enfora (lejos), espira (ascuas), frissar (tener prisa), llenegar (resbalar), moscard (mosquito), renou (ruido). Otras compartidas con todo el balear son besada (beso), devora (al lado), moix (gato).
Finalmente, también cuenta con algunos dialectalismos exclusivos de la isla, como escatar (dejar acabado algo), lloguer (paga), sèu (sebo, principalmente de cerdo), llenya (madera).

## Uso del menorquín en la isla
|            | Año 2014 | Año 2014 |
| Porcentaje |          |          |
| ---------- | -------- | -------- |
| Castellano | 36,7 %   |          |
| Menorquín  | 53,5 %   |          |
| Ambas      | 7,7 %    |          |

| Edad       | Castellano | Menorquín | Ambos |
| ---------- | ---------- | --------- | ----- |
| 15-29 años | 64 %       | 24 %      | 12 %  |
| 30-44      | 30 %       | 54 %      | 11 %  |
| 45-64      | 29 %       | 58 %      | 11 %  |
| 65-...     | 7 %        | 76 %      | 10 %  |